# The great wall (Gerti Bierenbroodspot)
The great wall is een muurschildering in Amsterdam-Centrum.
De Lange Leidsedwarsstraat is een eeuwenoud straatje in Amsterdam-Centrum. De straat heeft ook in de 21e eeuw een bijna gesloten gevelwand. De uitzondering daarop is waar tot 1970 de huisnummers 156 en 158 stonden. Zij werden vanwege bouwvalligheid in dat jaar gesloopt. Er waren plannen om het vrijgekomen terreintje en omgeving te bebouwen met een luxe hotel, maar buurtbewoners zagen nieuwbouw op deze plek niet zitten en protesteerden met succes. Er werd een pleintje annex stadsparkje ingericht onder de officieuze namen De Leidsedwarstuin en Lange Leidsetuin.
Een van degenen die tegen de nieuwbouw protesteerde was kunstenares Gerti Bierenbroodspot bleef zich inspannen voor een leefbare buurt, in de strijd tegen het almaar toenemende toerisme in de buurt. Het leidde ertoe dat zij in 2019 een 100 m² grote muurschildering mocht plaatsen op de blinde zijgevel van Lange Leidsedwarsstraat 154. Bierenbroodpot liet zich vervolgens inspireren door de documentaire  De wilde stad (2017) over de combinatie natuur en stad gezien door de ogen van kater Abatutu; de kat staat dan ook centraal op de muurschildering afgebeeld. Zij zette de schildering zelf met hulp van kinderen van vluchtelingen. Plaatsing van de grotendeels groene muurschildering (Gerti strijdt voor meer groen) op 11 en 12 mei 2019 werd besproken in het programma Hart van Nederland. De muurschildering werd op 19 september 2019 onthuld.